# Lengyelország földrajza
Lengyelország Közép-Európa legnépesebb és legnagyobb országa. 2003-as adatok szerint területe 312 685 négyzetkilométer, lakossága pedig 38,6 millió fő (így népsűrűsége 123,5 fő/négyzetkilométer). Lakosságának 98%-a lengyel, 96%-a katolikus. A főbb nemzetiségek (bár elég kis számban, az összes nemzetiség a lakosság mindössze 2%-át teszi ki) a németek, az ukránok, a fehéroroszok, az oroszok, a litvánok és a szlovákok, bár ezek a csoportok is inkább az országhatárokon élnek.
Természeti adottságai hasonlítanak Németországéra. Épülő, lapos tengerparttal rendelkezik, turzások és lagúnák tagolják, a szárazföldön dűnesorok követik a partvonalat. Délebbre tóhátság található, amit a Visztula két részre oszt, a Pomerániaia-tóhátságra és a Mazuri-tóhátságra. Legnagyobb tája a Lengyel-alföld. Legmagasabb pontja a Tengerszem-csúcs (Rysy) északnyugati orma 2499 méteres - a csúcs legmagasabb, 2503 méteres pontja  már Szlovákiához tartozik.

## Éghajlata
Az ország mérsékelt éghajlata átmenetet képez az óceáni és szárazföldi éghajlat között. Az évi átlagos hőmérséklet 5-7 C°, a hőmérséklet ingadozás keleten 24, nyugaton 22 C° A leghidegebb hónap a január, átlagosan -1, -5 fokkal, a legmelegebb hónap 17-19 C°.

## Lengyelország határai

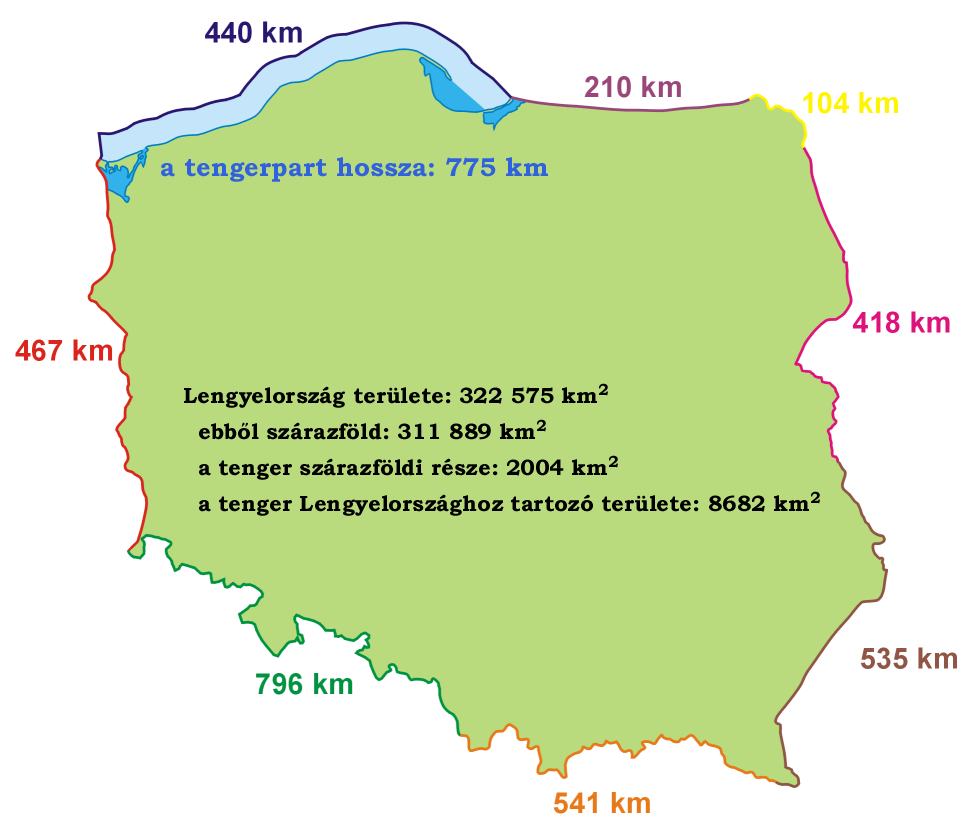
Lengyelország határainak hossza

Lengyelország hét országgal határos (hosszúság szerinti sorrendben):
- Csehország (796 km)
- Szlovákia (541 km)
- Ukrajna (535 km)
- Németország (467 km)
- Fehéroroszország (418 km)
- Oroszország (a kalinyingrádi körzet 210 km)
- Litvánia (104 km)

A tengeri határ 440 km-t tesz ki (a tengerpart hossza Balti-tenger 775 km). 
Az összes határ hossza 3511 km.
Keleti határvonala egyben az Európai Unió külső határa is. Ezen a határvonalon véget ér a Közép-európai Egyezményes Idő is, a CET. Érdekesség, hogy a határ keleti irányú átlépésével Kalinyingrád, Litvánia és Ukrajna viszonylatában 1 óra, míg Fehéroroszország viszonylatában 2 óra az időkülönbség. A világon egyedülálló helyzet, hogy a határ átlépésével 2 óra lesz a különbség a kiinduló-, és a célország között.

## Folyók és tavak

### Lengyelország leghosszabb folyói
|    | folyó neve | hossza (km-ben) | ebből Lo. területén | vízgyűjtő területe (km²) | ebből Lo. területén |
| -- | ---------- | --------------- | ------------------- | ------------------------ | ------------------- |
| 1  | Visztula   | 1047            | 1047                | 194 424                  | 168 699             |
| 2  | Odera      | 854             | 742                 | 118 861                  | 106 058             |
| 3  | Warta      | 808             | 808                 | 54 529                   | 54 529              |
| 4  | Bug        | 772             | 587                 | 39 420                   | 19 284              |
| 5  | Narew      | 484             | 448                 | 75 175                   | 53 873              |
| 6  | San        | 443             | 443                 | 16 861                   | 14 390              |
| 7  | Noteć      | 388             | 388                 | 17 330                   | 17 330              |
| 8  | Pilica     | 319             | 319                 | 9 273                    | 9 273               |
| 9  | Wieprz     | 303             | 303                 | 10 415                   | 10 415              |
| 10 | Bóbr       | 272             | 272                 | 5 876                    | 5 830               |

### Lengyelország legnagyobb tavai
|    | tó neve  | felszíne (km²) | max. mélység (m) | tó típusa       |
| -- | -------- | -------------- | ---------------- | --------------- |
| 1  | Śniardwy | 113,8          | 23               | tengerszem      |
| 2  | Mamry    | 104,4          | 44               | tengerszem      |
| 3  | Łebsko   | 71,4           | 6,3              | morotvató       |
| 4  | Dąbie    | 56,0           | 4,2              | folyó-torkolati |
| 5  | Miedwie  | 35,3           | 43,8             | glaciális       |
| 6  | Jeziorak | 34,6           | 13               | glaciális       |
| 7  | Niegocin | 26,0           | 39,7             | tengerszem      |
| 8  | Gardno   | 24,7           | 2,6              | morotvató       |
| 9  | Jamno    | 22,4           | 3,9              | morotvató       |
| 10 | Wigry    | 21,9           | 73               | glaciális       |

- a tó típusokról bővebben lásd a tó szócikket

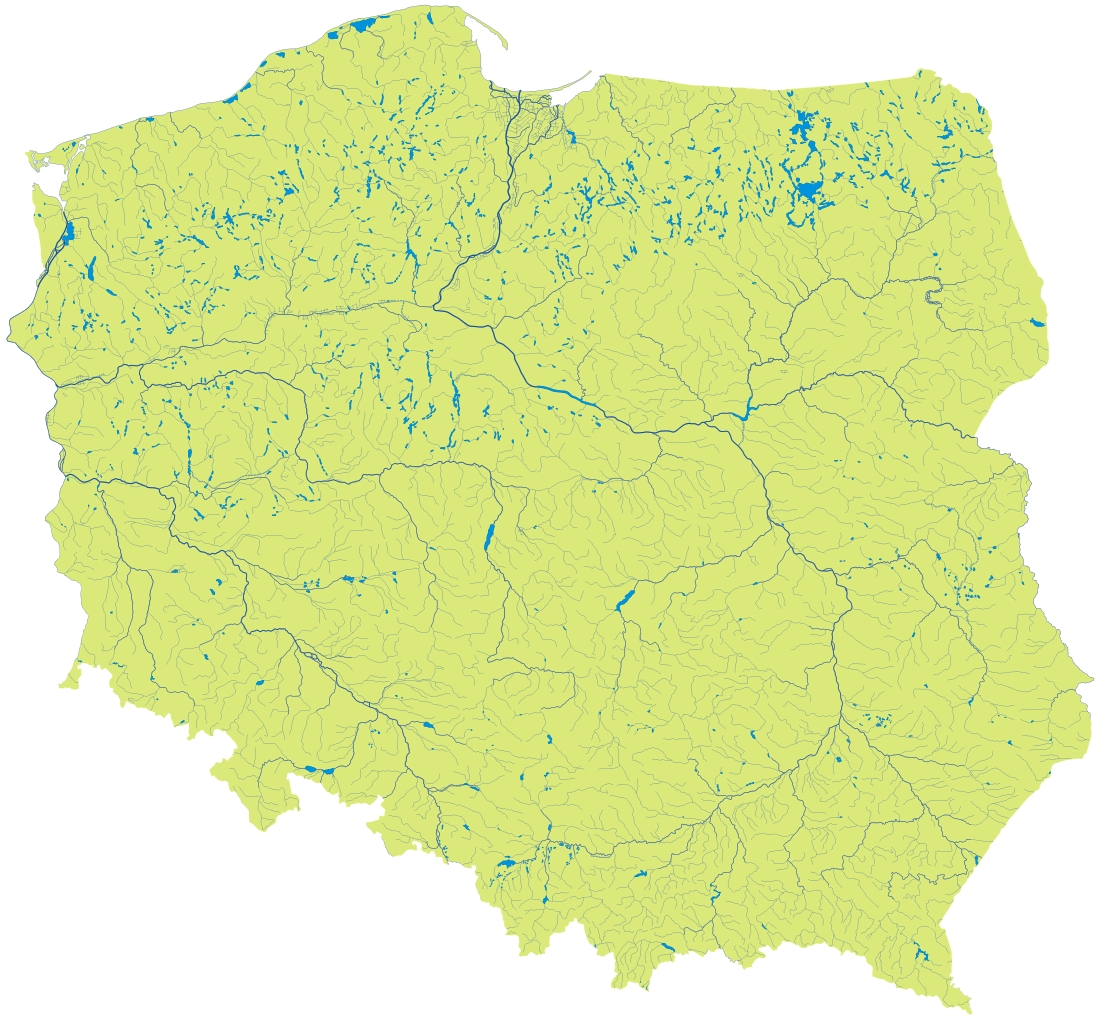
Lengyelország hidrográfiai térképe

## Legfőbb tájegységek
- Dél-balti partvidék
- Pomerániai-tóvidék
- Északkelet-Lengyelország
- Nagylengyel-tóvidék
- Lengyel-alföld (Délnyugati-, Középső- és Keleti-alföld)
- Szudéták és Szudéták-hegyalja
- Lublini-fennsík
- Sziléziai-krakkói-dombság
- Déllengyelországi-fennsík vagy Délkeleti-fennsík (régen: Galíciai-fennsík)
- Lengyel-Kárpátalja
- Lengyel-Kárpátok (az Északnyugati-Kárpátok lengyelországi része)
- Lengyel-középhegység